# Hypoxis multiceps
Hypoxis multiceps là một loài thực vật có hoa trong họ Hypoxidaceae. Loài này được Buchinger ex Baker mô tả khoa học đầu tiên năm 1878.